# Ciona intestinalis
Ciona intestinalis és una espècie de tunicat de la qual s'ha seqüenciat el genoma i que s'ha convertit, d'uns anys ençà, en un model experimental de referència pels biòlegs del desenvolupament. S'han descrit quatre subespècies. Té una distribució semi-cosmopolita.